# Andrej Lvovič Kursanov
Andrej Lvovič Kursanov (rusky Андрей Львович Курсанов; 8. listopadu 1902, Moskva – 20. září 1999, Moskva) byl sovětský fyziolog a biochemik.